# Torneo Albert Schweitzer 1996
Il Torneo Albert Schweitzer 1996 si è svolto nel 1996 nella città tedesca di Mannheim.

## Classifica finale
| Pos. | Squadra     |
| ---- | ----------- |
|      | Stati Uniti |
|      | Francia     |
|      | Grecia      |
| 4.   | Turchia     |
| 5.   | Jugoslavia  |
| 6.   | Spagna      |
| 7.   | Italia      |
| 8.   | Germania    |
| 9.   | Australia   |
| 10.  | Belgio      |
| 11.  | Croazia     |
| 12.  | Lettonia    |
| 13.  | Russia      |
| 14.  | Lituania    |
| 15.  | Romania     |
| 16.  | Finlandia   |